# Naturschutzgebiet Resser Wäldchen

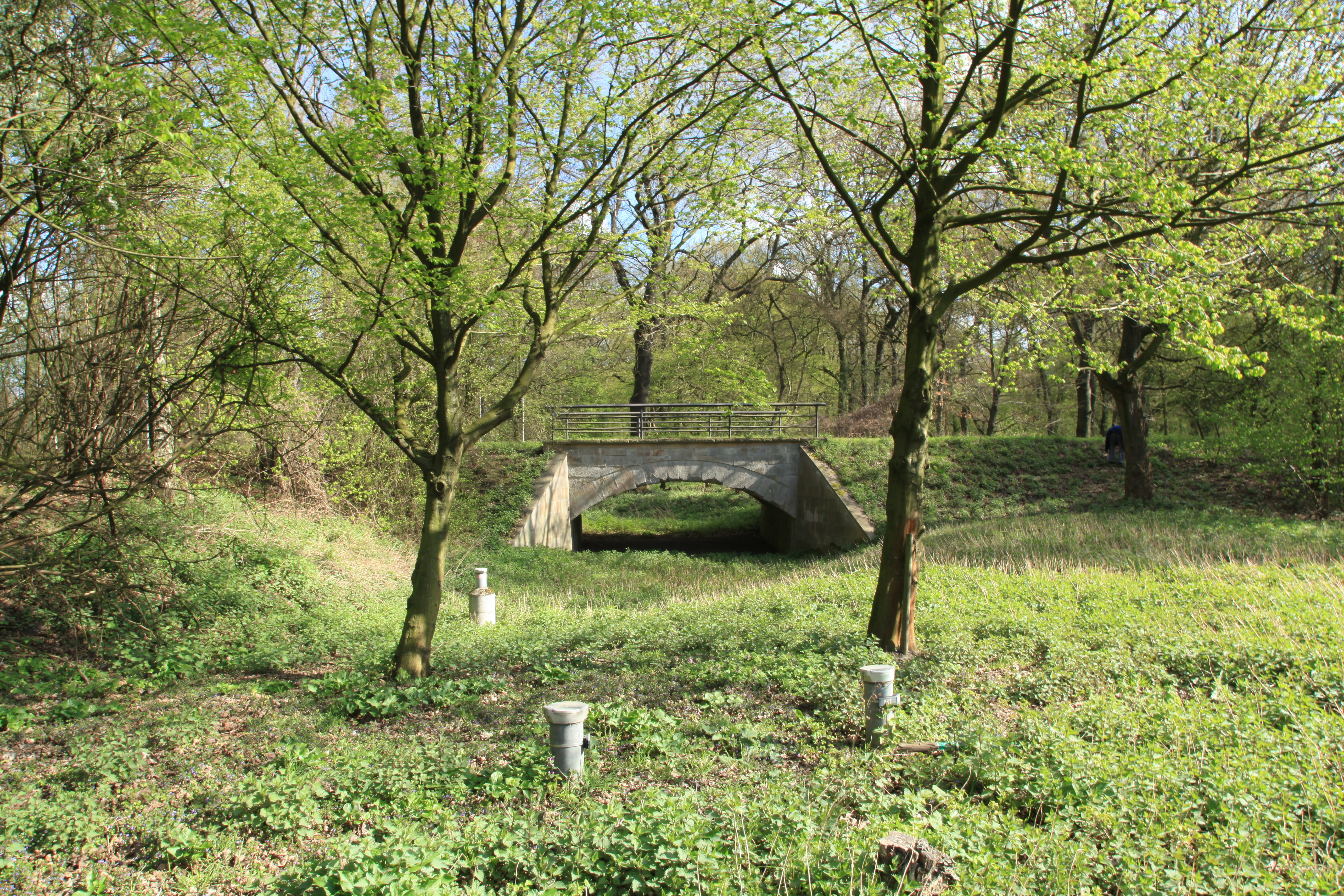
Hainbuchen und Stieleichen prägen das Resser Wäldchen

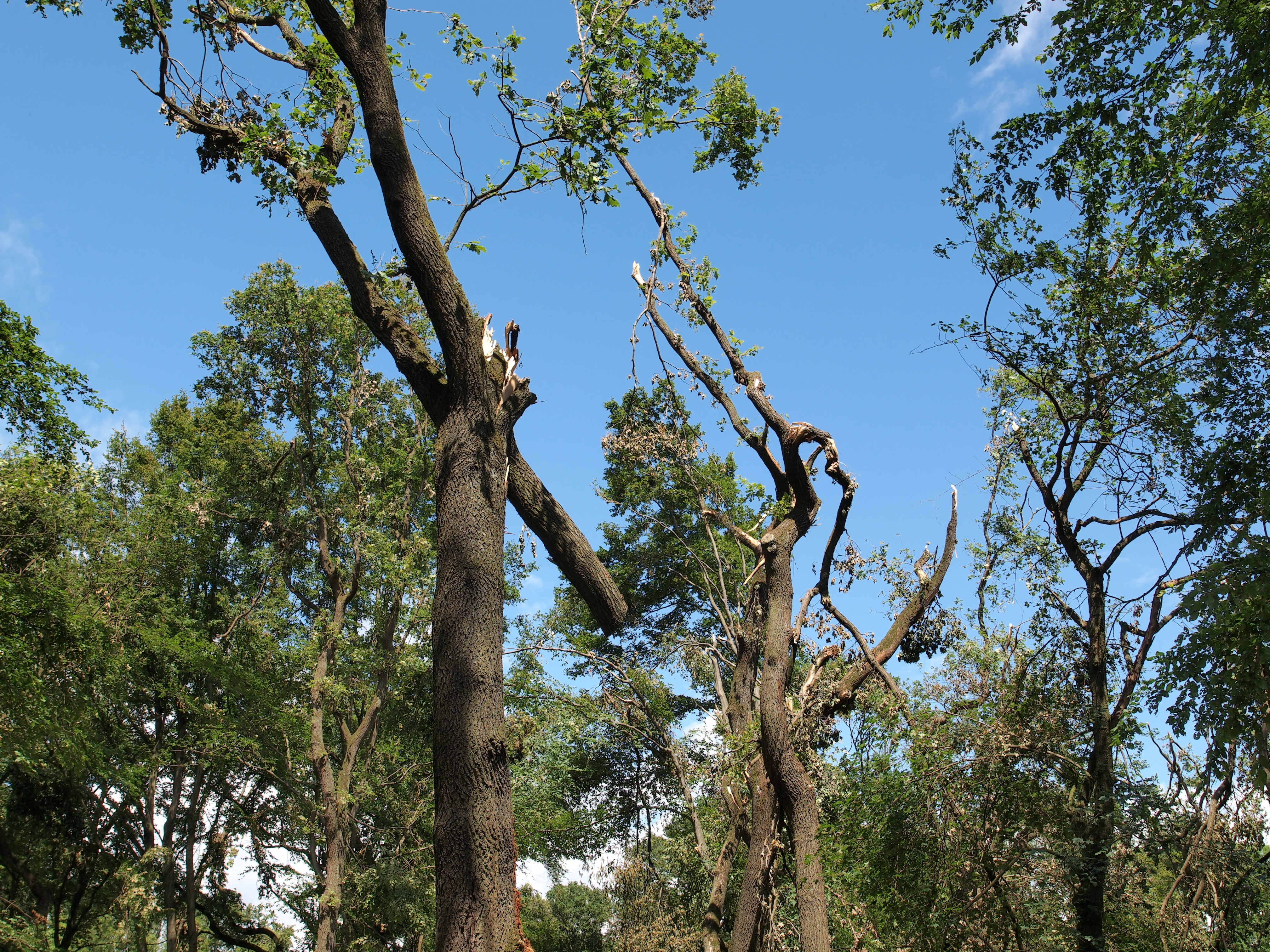
Schäden des Unwetters vom 9. Juni 2014

Das Naturschutzgebiet Resser Wäldchen ist ein insgesamt 31,5 ha großes Naturschutzgebiet in den beiden kreisfreien Ruhrgebietsstädten Herne und Gelsenkirchen. Rechtlich handelt es sich um zwei Gebiete, die getrennt verwaltet werden, jedoch direkt aneinandergrenzen und denselben Namen tragen. Das Herner Gebiet (NSG-Kennung HER-004) hat eine Fläche von 28,5 ha und besteht seit dem Jahr 2000. Das westlich anschließende Gelsenkirchener Gebiet (Kennung GE-018) ist mit 3,0 ha deutlich kleiner und besteht seit 2006.
Das Resser Wäldchen ist nahezu vollständig mit Laubwald bestanden, vorwiegend Hainbuchen-Stieleichen-Wald, teilweise mit Stieleichen-Altbeständen. Ungefähr in der Mitte des Gebiets befinden sich zwei Teiche.

## Lage
Das Naturschutzgebiet liegt in den Gemarkungen Wanne-Eickel (Herne) und Bismarck (Gelsenkirchen). Begrenzt wird es im Norden von der Emscher, im Osten vom Gut Steinhausen (ehemals Haus Hörstgen) und von der Wiedehopfstraße. Die südliche Grenze bildet ungefähr die B 226, die auf Herner Gebiet Dorstener Straße und auf Gelsenkirchener Gebiet Willy-Brandt-Allee heißt; südlich der Bundesstraße verläuft der Rhein-Herne-Kanal. Auf Herner Stadtgebiet richtet sich die Südgrenze exakt nach dem historischen Gahlener Kohlenweg, dessen geschwungener Verlauf auch einen Mäander der historischen Emscher berücksichtigt. Den westlichen Rand des Naturschutzgebietes bildet der trockene Bachlauf der Fleithe bzw. des Fleutebachs, eines ehemaligen Nebengewässers der Emscher, die im 20. Jahrhundert in diesem Bereich begradigt nach Norden verlegt und eingedeicht wurde. Auch einige ältere Entwässerungsgräben, die zur Fleithe hinleiten, sind im Gelände zu erkennen.
Nordwestlich des Naturschutzgebiets liegt der Gelsenkirchener Stadtteil Resser Mark. Sein Name verweist – im Sinne der ursprünglich den Buer-Bauerschaften Eckeresse und Surresse (vgl. Resse) zugehörigen Mark – auf die Wald- und Heidelandschaft, die im Bereich bis zur Industrialisierung großflächig bestand. Sowohl das Waldgebiet Resser Mark im gleichnamigen Stadtteil als auch das Resser Wäldchen waren Bestandteile der historischen Resser Mark, die weitere heute bebaute Bereiche umfasste.